# کبر (سرده)
کَوَر، کلیر، کَبَر (نام علمی: Capparis) نام یک سرده از تیره کبریان است.